# Maurice Lalau
Maurice George-Élie Lalau, né le 27 juillet 1881 à Paris 9e et mort à Paris 16e le 14 avril 1961, est un peintre, affichiste, illustrateur, lithographe, dessinateur, graveur, ainsi qu'auteur dramatique et écrivain français.
Pour signer ses œuvres littéraires et théâtrales, il a aussi utilisé les pseudonymes de Georges Manoir ou Maurice Manoir.

## Biographie
Maurice George-Élie Lalau naît le 27 juillet 1881 à Paris 9e.
Il devient l'élève de Jean-Paul Laurens et Benjamin Constant.
Il illustre des journaux comme L'Illustration ou Lectures pour tous, mais est aussi un collaborateur des Bibliophiles de France ou des éditeurs F. Ferroud et Jules Meynial.
Il est à l'origine d'un procédé d'impression en couleur utilisé pour l'illustration des Quinze joyes du mariage chez Meynial.
Il est membre de société artistique et littéraire Le Cornet (fondée en 1896).
Maurice Lalau meurt à Paris 16e le 14 avril 1961.

## Œuvre

### Œuvre graphique

#### Illustrations

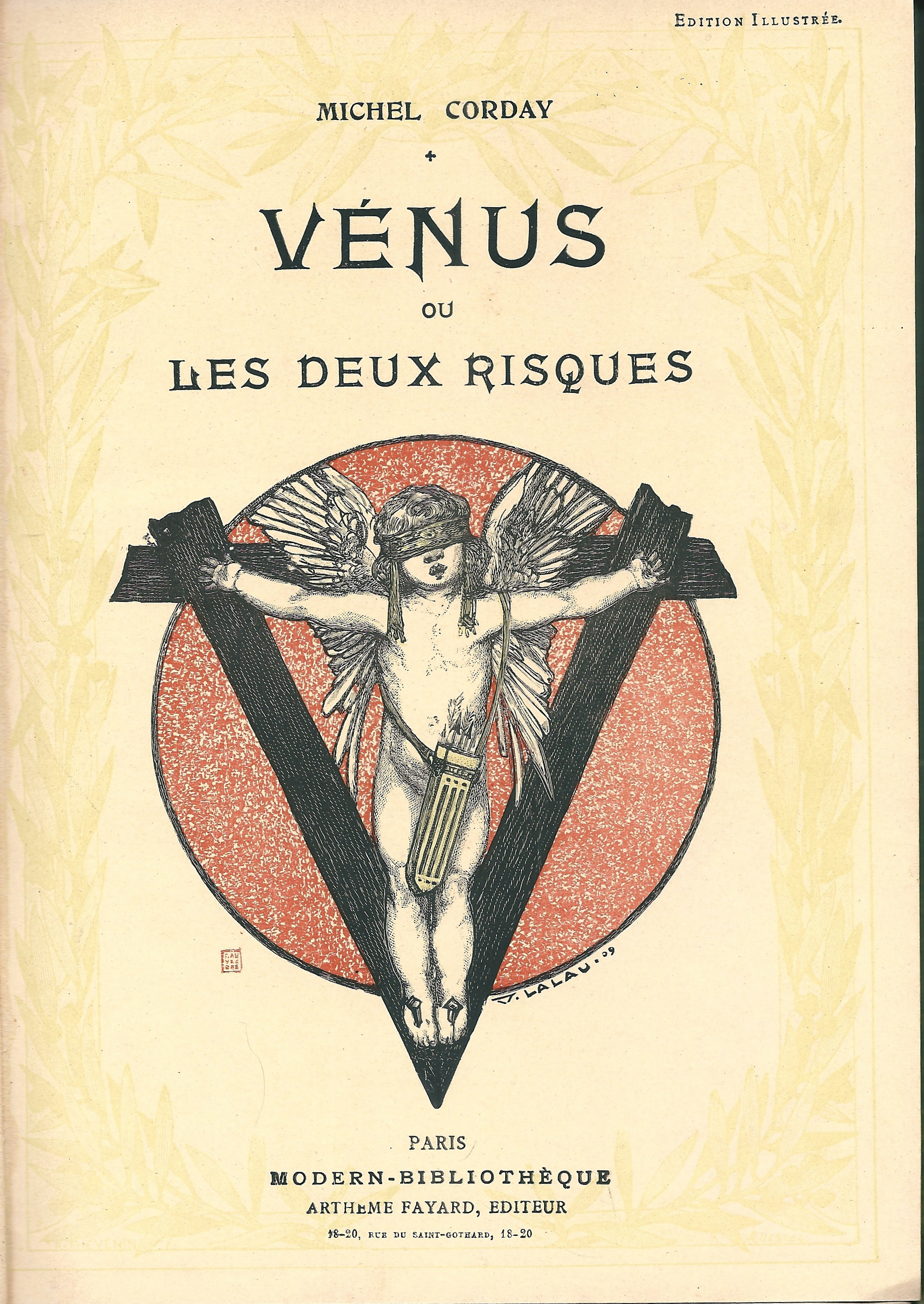
Couverture ou frontispice de Vénus ou les deux risques de Michel Corday, Paris : Modern-Bibliothèque, Arthème Fayard Éditeur, avril 1909.

- Michel Corday, Vénus ou les deux risques, Paris: Modern-Bibliothèque, Arthème Fayard Éditeur, avril 1909
- Joseph Bédier (adaptation), Le Roman de Tristan et Iseult, Piazza, [1909 ou 1910] (les illustrations sont datées 1908-1909)
- Léon Daudet, Le bonheur d'être riche, Paris, Arthème Fayard, 1910
- jules Lemaître, En marge des vieux livres, Le livre moderne, Boivin & Cie Editeurs, Paris, 1924
- Anatole France, Le Jongleur de Notre-Dame, Paris Librairie des Amateurs, A.Ferrod -F. Ferroud, Successeur, 1924
- Albert Samain, Le Chariot d'or, Paris Librairie des amateurs, A. Ferrod - F. Ferroud, 1926
- Les Quinze joyes du mariage, Paris, Meynial, 1928
- J.-H. Rosny, Tabubu, roman égyptien, Paris, Meynial, 1928-1932
- Pierre Loti, Un pèlerin d’Angkor, suivi de Le Livre de la pitié et de la mort, Paris Calmann-Lévy 1937
- Victor Hugo, Quatre vingt-treize, adapté pour la jeunesse par René Gallice, illustrations de Maurice Lalau, Librairie Delagrave, Paris, 9ème édition, 1939
- Hilaire Enjoubert Légendes et récits d'amour du passé provençal, Boivin & Cie, Éditeurs, Paris, 1947
- Alain René Lesage, Histoire de Gil Blas de Santillane, avant-propos de La Varende ; Paris, Club du livre, 1955 (4 volumes)
- Jean Richepin et Omega, Five o'clock Tea, illustration d'un livret publicitaire de la manufacture de montres Omega sous forme d'un conte de 16 pages dont les personnages principaux sont la petite Didi et le Gnôme Exacte.

#### Timbres-poste français
- 150e anniversaire de la Légion d'honneur, timbre de 12 francs, mis en vente en 1954, gravé par Henry Cheffer.
- Bicentenaire de la naissance du fabuliste Jean-Pierre Claris de Florian (1755-1794), timbre de 12 francs, mis en vente en 1955, gravé par Claude Hertenberger.
- Vincent van Gogh, timbre de 30 francs, mis en vente en 1956, gravé par C. P. Dufresne.

### Œuvre littéraire

#### Œuvres dramatiques
- (avec André Sylvane) Caroline était mariée !, vaudeville en 3 actes (Paris, 1926)
- (avec Armand Verhylle (d)) Monsieur de Falindor, comédie en 3 actes (Paris, Théâtre Monceau, 1942)
- Pierrette ou Un bouquet blanc, comédie en 3 actes (Paris, Théâtre de l'Avenue, 6 octobre 1943)
- Monsieur François, libraire, pièce en 5 actes (Paris, 1945)
- (avec Albert Willemetz) Le Jeu des dames, comédie musicale en 4 tableaux (Paris, 1960)

#### Romans
- (avec Armand Verhylle) Aventures amoureuses de M. de Falindor (1947)